# 大学生士兵的故事2
《大学生士兵的故事2》，中国大陆电视剧，导演尚敬，主演毛孩、刘芸杉、林永健、刘亚津等。2013年3月4日中国中央电视台电视剧频道下午首播。

## 剧情
该剧承接第一部，继续讲述一群大学生新兵组建的“新兵连”的趣味生活和爱情故事。

## 演出
| 演员   | 角色         | 备注         |
| 毛孩   | 班长         |              |
| 刘芸杉 | 莎莎         | 魏语休的女友 |
| 刘亚津 | 魏语休的父亲 |              |
| 张国丰 | 魏语休的母亲 |              |
| 洪剑涛 | 徐父         |              |
| 林永健 | 王大磊父亲   |              |
| 牛莉   | 牛工         |              |
| 殷桃   | 殷助理       |              |
| 邵峰   | 老班长       |              |
| 高亚麟 | 团长         |              |
| 刘思言 | 刘护士       |              |

## 制作
诸多明星加盟当配角，以鼓励年轻演员。
该片是情景喜剧，赢得“军旅风”电视剧的赞扬。